# Bliss Torn from Emptiness
Bliss Torn from Emptiness è il quinto album in studio del gruppo musicale canadese Nadja, pubblicato nel 2005.

## Tracce
1. Bliss Torn from Emptiness – 48:54

## Formazione

### Gruppo
- Aidan Baker – voce, batteria, chitarra, flauto
- Leah Buckareff – voce, basso